# Франсиско Диего Лопес де Суньига Гусман и Сотомайор
Франсиско Диего Лопес де Суньига Гусман Сотомайор-и-Мендоса (исп. Francisco Diego López de Zúñiga Guzmán Sotomayor y Mendoza; 1596, Бехар − 1 ноября 1636, Бехар) — испанский дворянин из дома Суньига, 7-й герцог Бехар, 7-й герцог Пласенсия, 8-й маркиз де Хибралеон, 9-й граф де Белалькасар, 8-й граф де Баньярес, 11-й виконт Пуэбла-де-Алькосер, судья и наследственный главный судебный пристав Кастилии, первый рыцарь Королевства, кавалер ордена Золотого руна, генерал-капитан берегов Андалусии, генерал-капитан Эстремадуры и границ Кастилии.

## Происхождение и семья
Родился в 1596 году в Бехаре. Сын Алонсо Диего Лопеса де Суньига-и-Сотомайора (1578—1619), 6-го герцог Бехар и Пласенсия, 7-го маркиза Хибралеон, 8-го графа Белалькасар, 7-го графа де Баньярес, 10-го виконта Пуэбла-де-Алькосер (1601—1619), его жены Хуаны де Мендоса-и-Энрикес, дочери Иньиго Лопеса де Мендосы, 5-го герцога дель Инфантадо, и его жены Луизы Энрикес де Кабрера.
Он женился 13 ноября 1616 года на своей двоюродной сестре, Анне де Мендоса де ла Вега-и-Луна (ок. 1595 — 5 февраля 1629), 3-й герцогине Мандас-и-Вильянуэва (1624—1629), 3-й маркизе Терранова, дочери Хуана Уртадо де Мендоса, 2-го герцога Мандас-и-Вильянуэва, и его жены Аны де Мендоса-и-Энрикес, 6-й герцогини Инфантадо. Церемония бракосочетания была отпразднована в приходской церкви Беседас (провинция Авила) епископом Энрике Энрикесом. Буллой от 2 января 1614 года папа римский Павел V предоставил им папскую лицензию на брак. Брачные соглашения были ратифицированы по свидетельству от 20 июля 1620 года. Его жена Анна составила завещание 28 января 1629 года и умерла 5 февраля 1629 года. В браке у него было пятеро детей:
- Хуана Мария Франсиска де Суньига и Мендоса (ок. 1618 — 17 февраля 1652), жена Диего Лопеса де Пачеко Кабрера и Бобадилья, 7-го герцога де Эскалона
- Алонсо Диего Лопес де Суньига и Мендоса (11 февраля 1621 — 1 августа 1660), 8-й герцог де Бехар, 8-й герцог де Пласенсия, 4-й герцог де Мандас-и-Вильянуэва (1636—1660)
- Хуан Мануэль де Суньига Сотомайор и Мендоса (16 января 1622 — 14 ноября 1660), 1-й маркиз Валеро (с 1636), затем 9-й герцог де Бехар, 9-й герцог де Пласенсия и 5-й герцог де Мандас-и-Вильянуэва (1660)
- Диего де Суньига и Сотомайор (ок. 1625 — 31 января 1696), комендадор Паракуэльоса в Ордене Сантьяго. Женат на Леонор Давила-и-Уллоа, 5-й маркизе Лорианы и 2-й маркизе Пуэбла-де-Овандо
- Иньиго Лопес де Суньига и Мендоса, умер молодым.

Овдовев в 1629 году, Франсиско Диего женился в 1632 году на своей кузине Франсиске Пачеко Мендосе (+ 15 декабря 1648), дочери Хуана Пачеко Теллеса Хирона, II графа Пуэбла-де-Монтальбан, и его жены Изабель де Мендоса-и-Арагон. Брачные соглашения были заключены 23 июня 1632 года. Папа римский Урбан VII буллой от 15 июля 1632 года предоставил ему разрешение на заключение брака. Король Фелипе IV письмом от 13 июля 1632 года поздравляет его с женитьбой на Франсиске Пачеко Мендосе. Во втором браке у него было двое детей, Изабель, монахиня, и Франсиско, который умер во время службы во Фландрии. Его жена Франциска умерла 15 декабря 1648 года.
Герцог Франсиско Диего был избран кавалером Ордена Золотого руна королем Филиппом IV 27 мая 1621 года.

## На службе у короля Испании Филиппа IV
Он защищал андалузское побережье от нападений английских корсаров в 1621 году, укрепил порт Кадис в 1622 году. В 1626 году он участвовал со своими копьями в подавлении восстаний в Арагоне и Каталонии.
13 июля 1632 года король Филипп IV назначил герцог Бехара генерал-капитаном Эстремадуры. 27 февраля 1636 года он получил должность генерал-капитана побережья Андалусии, ему было приказано защищать Андалусию, Португалию и побережья Гранады и Мурсии.
С 22 октября 1634 по 27 февраля 1635 года герцог Бехар занимал должность регидора города Саламанка.
Герцог Франсиско Диего владел и эксплуатировал медные рудники в Вальдепуэркасе, в Инохоса-дель-Дуке.
На своей конезаводе в Белалькасаре герцог Франсиско Диего посвятил себя выращиванию андалузских лошадей. В 1633 году он попросил у короля Филиппа IV лицензию на владение двумя жеребцами для своих кобыл и кобыл своих вассалов в графстве Белалькасар, провинция Кордова.
После смерти своего отца Алонсо Диего Лопеса де Суньига-и-Сотомайора, 6-го герцога Бехара и Пласенсии, которая произошла 14 декабря 1619 года, он унаследовал титулы и состояния своего дома и стал 7-м герцогом Бехара и Пласенсии и т. д.
1 ноября 1636 года Франсиско Лопес де Суньига Гусман и Сотомайор, скончался в Бехаре. Ему наследовал его старший сын, Алонсо Диего Лопес де Суньига и Мендоса.